# Chrysosoma funerale
Chrysosoma funerale är en tvåvingeart som beskrevs av Octave Parent 1933. Chrysosoma funerale ingår i släktet Chrysosoma och familjen styltflugor. Inga underarter finns listade i Catalogue of Life.